# 基斯洪普尔
基斯洪普尔（Kishunpur），是印度北方邦Fatehpur县的一个城镇。总人口5943（2001年）。

## 人口
该地2001年总人口5943人，其中男性3071人，女性2872人；0—6岁人口1314人，其中男714人，女600人；识字率48.83%，其中男性为57.57%，女性为39.48%。